# Boris Pantělejmonovič Mirošničenko
Boris Pantělejmonovič Mirošničenko (rusky Борис Пантелеймонович Мирошниченко; 30. května 1911 – 25. září 1987) byl sovětský diplomat, ekonom a velvyslanec.

## Život
Roku 1932 absolvoval Charkovský plánovací institut a roku 1936 aspiranturu na Moskevském plánovacím institutu. Po studiu působil do roku 1938 jako vedoucí katedry národohospodářského plánování na Uralsko-sibiřském institutu národního hospodářství a Saratovském plánovacím institutu. Poté vystřídal několik funkcí u plánovacích komisí, byl zástupce vedoucího, respektive vedoucí oddělení práce Státní plánovací komise při Radě lidových komisařů Ruské sovětské federativní socialistické republiky (1938 až 1942), zplnomocněnec Státní plánovací komise při Radě lidových komisařů Sovětského svazu (dále jen SPK RLK SSSR) pro Kirovskou oblast (1942 až 1943), vedoucí oddělení SPK RLK SSSR (1943 až 1944), zplnomocněnec SPK RLK SSSR (od roku 1946 SPK Rady ministrů SSSR) pro Charkovskou oblast (1944 až 1948) a vedoucí oddělení SPK RM SSSR (1948 až 1953).
Roku 1953 se stal pracovníkem Třetího evropského oddělení Ministerstva zahraničních věcí Sovětského svazu. V letech 1953 až 1957 byl poradcem sovětského velvyslanectví v Německé demokratické republice a současně v letech 1953 až 1955 zástupce vrchního komisaře SSSR v NDR. Od roku 1957 působil jako zástupce vedoucího, později jako vedoucí oddělení obchodně-finančních a plánovacích orgánů Ústředního výboru Komunistické strany Sovětského svazu a poté od roku 1965 pracoval jako rektor Státního institutu mezinárodních vztahů v Moskvě. V letech 1968 až 1973 zastával post sovětského velvyslance v Kanadě a v letech 1973 až 1983 v Keni, kde zároveň působil jako stálý představitel SSSR při mezinárodních organizací v keňském Nairobi.